# گروه بول

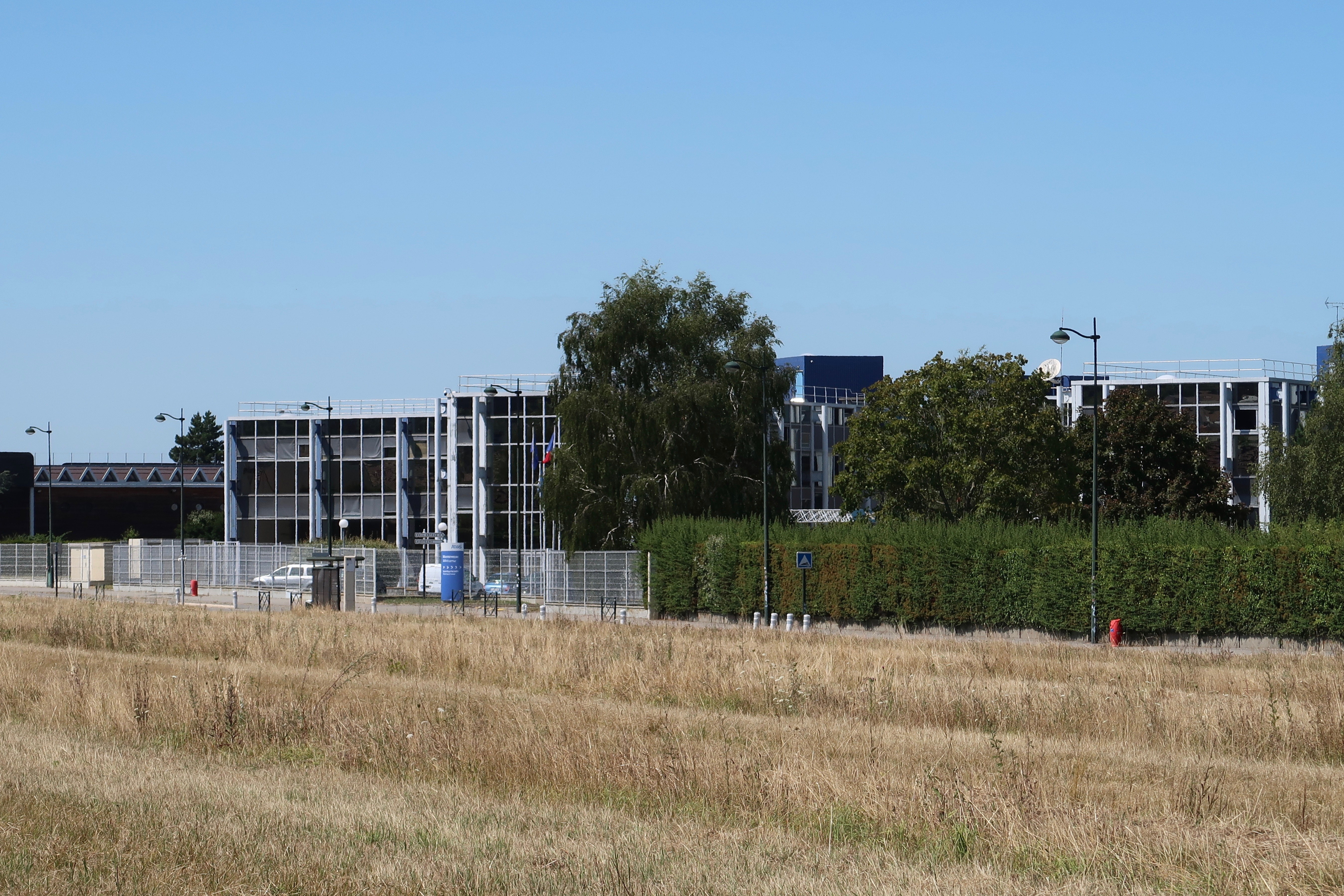
شرکت فناوری اطلاعات گروه بول

گروه بول (انگلیسی: Groupe Bull) شرکت فناوری اطلاعات فرانسوی است، که در سال ۱۹۳۱ تأسیس شد و هم‌اکنون زیرمجموعه شرکت آتوس می‌باشد.